# Torismundo (general)
Torismundo (em latim: Torismondus; Thurimuth) foi um oficial bizantino do século VI, ativo durante o reinado do imperador Justiniano (r. 527–565). Era um oficial (doríforo) da guarda de Belisário em 544. Acompanhado de alguns dos apoiantes de Belisário, seguiu Vitálio na Emília, retornou após período inativo em Bonônia para se reunir Belisário em Ravena. Foi então enviado com Ricilas e Sabiniano e mil homens para ajudar Magno que estava sitiado em Áuximo.
Ao evitar o rei Tótila (r. 541–552), entrou na cidade, mas após a morte de Ricilas, concordou em se retirar para evitar sobrecarregar os recursos da cidade. Os godos atacaram-nos quando se retiravam na escuridão e mataram alguns deles, mas o restante fugiu para Arímino. Ele e Sabiniano foram enviados para ocupar Pisauro, onde resistiram com sucesso a um ataque de Tótila. Subsequentemente, Torismundo e Himério foram colocados no comando da guarnição de Régio por Belisário em 548. Em 550, lutaram contra um ataque gótico, mas foram então sitiados e posteriormente forçados a se render.